# Comercio marítimo de pieles

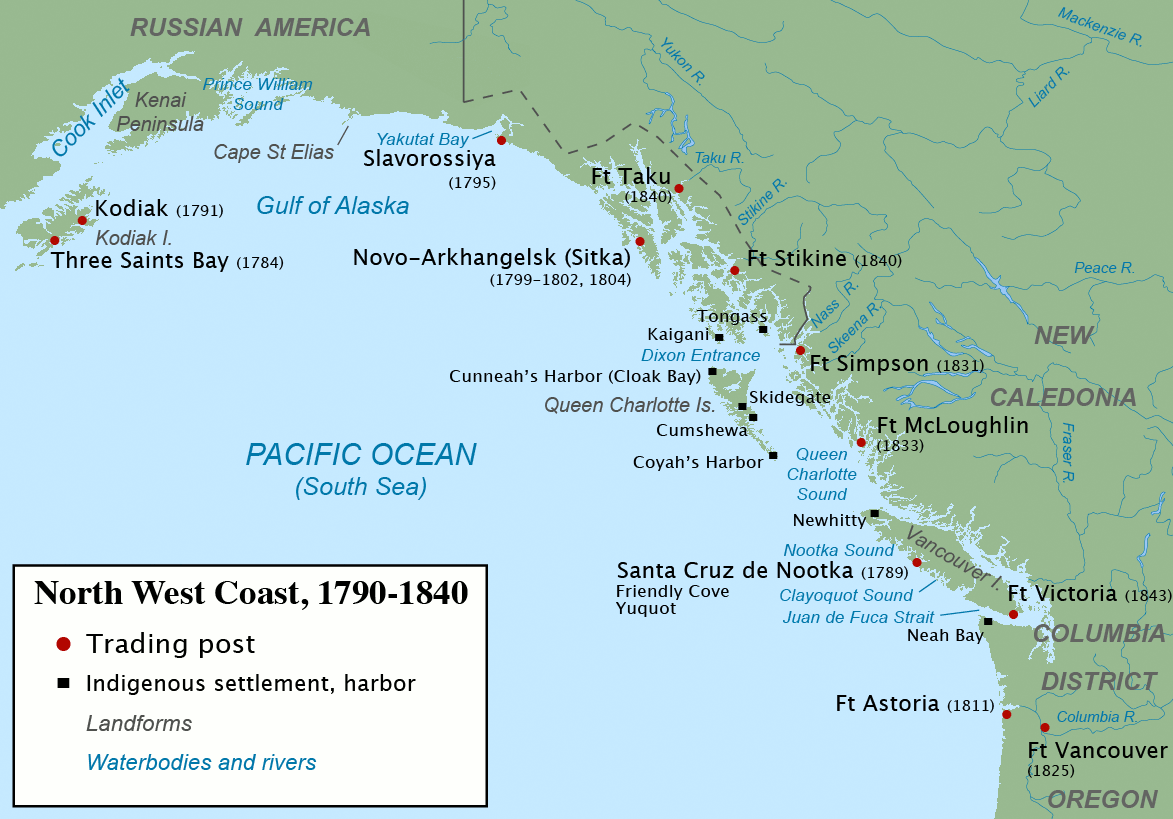
La costa Noroeste durante la época del comercio marítimo de pieles, de 1790 a 1840

Se conoce como comercio marítimo de pieles al comercio de pieles marinas capturadas en la costa del Pacífico Noroeste desde mediados del siglo XVIII hasta mediados del siglo XIX, que eran transportadas por barco a China, donde se vendían o intercambiaban por otras mercancías. Se centraba en la adquisición de pieles de nutria marina y otros animales a los pueblos indígenas de la costa del Pacífico Noroeste y a nativos de Alaska, unas pieles que luego se vendían sobre todo en China, a cambio de té, sedas, porcelanas y otros productos chinos, que luego se vendían en Europa y los Estados Unidos. Ese comercio de pieles fue iniciado por los rusos, que se desplazaban hacia el este desde la península de Kamchatka, siguiendo a lo largo del islas Aleutianas, hasta alcanzar la costa meridional de Alaska. Los británicos y estadounidenses se unieron en la década de 1780, centrándose en lo que hoy es la costa de la Columbia Británica. El comercio floreció alrededor del cambio al siglo XIX y entró en un largo período de declive en la década de 1810. A medida que la población de nutrias marina se agotaba, el comercio de pieles se diversificó y transformó, buscando nuevos mercados y productos básicos, aunque sin dejar de centrarse en la costa Noroeste y en China. Duró hasta mediados de siglo XIX. Los rusos controlaban la mayor parte de la costa de lo que hoy es Alaska durante toda esa época. La costa sur de Alaska vio una fuerte competencia entre ellos y los buques mercantes británicos y estadounidenses. Los británicos fueron los primeros en operar en el sector sur, pero fueron incapaces de competir con los estadounidenses, que dominaron desde la década de 1790 hasta la década de 1830. La británica Compañía de la Bahía de Hudson entró en el comercio de la costa en la década de 1820, con la intención de alejar a los estadounidenses, cosa que logró alrededor de 1840. En su último período el comercio marítimo de pieles se llevaba a cabo en gran medida por los británicos de la Compañía de Hudson y los rusos de la Compañía Ruso-Americana.
El comercio marítimo de pieles introdujo la costa de la región del Pacífico Noroeste en una vasta y nueva red de comercio internacional de alcance mundial, centrada en el norte del océano Pacífico, y basada en el capitalismo, aunque no, en su mayor parte, en el colonialismo. Con la vinculación de la costa del Pacífico Noroeste, China, las islas Hawái (descubiertas recientemente para el mundo occidental), Gran Bretaña y los Estados Unidos (especialmente de Nueva Inglaterra) surgió una red de comercio triangular. Este comercio tuvo un efecto importante sobre los pueblos indígenas de la costa Noroeste del Pacífico, especialmente en los pueblos aleutas, tlingit, haida, nuu-chah-nulth y chinook. Hubo un rápido aumento de la riqueza entre los nativos costeños, además de más armamento, potlatch, esclavitud y despoblación, debida sobre todo a las enfermedades epidemicas. Sin embargo, la cultura indígena no fue sustituida por este rápido cambio, sino que claramente floreció, como muestran la importancia de los tótems, los crecientes tocados tradicionales de la nobleza, y la jerga Chinook, que sigue siendo un aspecto distintivo de la cultura del Pacífico Noroeste y que se desarrolló durante esa época. La sociedad nativa hawaiana se vio afectada de manera similar por la afluencia repentina de riqueza y tecnología occidentales, así como por sus enfermedades epidémicas. El efecto del comercio en China y Europa fue mínimo, pero para Nueva Inglaterra, este comercio y sus significativos beneficios ayudaron a revitalizar la región, contribuyendo a su transformación de una sociedad agraria a una sociedad industrial. Las riquezas generadas se invirtieron en el desarrollo industrial, especialmente en las manufacturas textiles, cuya industria textil tuvo un gran efecto en la esclavitud en los Estados Unidos, incrementando la demanda de algodón y ayudando a hacer posible la rápida expansión del sistema de plantaciones a través del Deep South.
Las pieles más rentables fueron las de nutria marina, especialmente las de la nutria marina del norte, Enhydra lutris kenyoni, que habitaba en las aguas costeras entre el río Columbia, al sur, y el Cook Inlet, al norte. La piel de la nutria marina del sur de California, E. l. nereis, era menos apreciadas y, por tanto menos rentable. Después de que la nutria marina del norte fuese cazada hasta su extinción local, los comerciantes se trasladaron a California hasta que la también la nutria marina del sur casi se extinguió. Los comerciantes británicos y estadounidenses llevaban sus pieles hasta el puerto chino de Guangzhou (Cantón), donde trabajaban dentro de lo establecido por el sistema de Cantón. Las pieles de la América rusa se vendían sobre todo en China a través de Kyakhta, la ciudad comercial de Mongolia que había sido abierta al comercio ruso por el tratado de Kiajta de 1727.
La expresión «comercio marítimo de pieles» (del inglés: 'maritime fur trade') fue acuñada por los historiadores para distinguir el comercio de pieles costero, basado en el transporte en barcos, del comercio continental, basado en el transporte por tierra, por ejemplo, el que hacían los factores de la Compañía del Noroeste (North West Company o NWC) o de la American Fur Company. Históricamente, ese comercio no fue conocido por este nombre, sino que se solía llamar «comercio de la Costa Noroeste» (North West Coast trade) o «comercio del Noroeste» (North West Trade) (en inglés, además, el término «North West» era escrito muy pocas veces como una única palabra, «Northwest», como hoy es común).

## Orígenes

Caladeros modernos e históricos de subespecies de nutria de mar

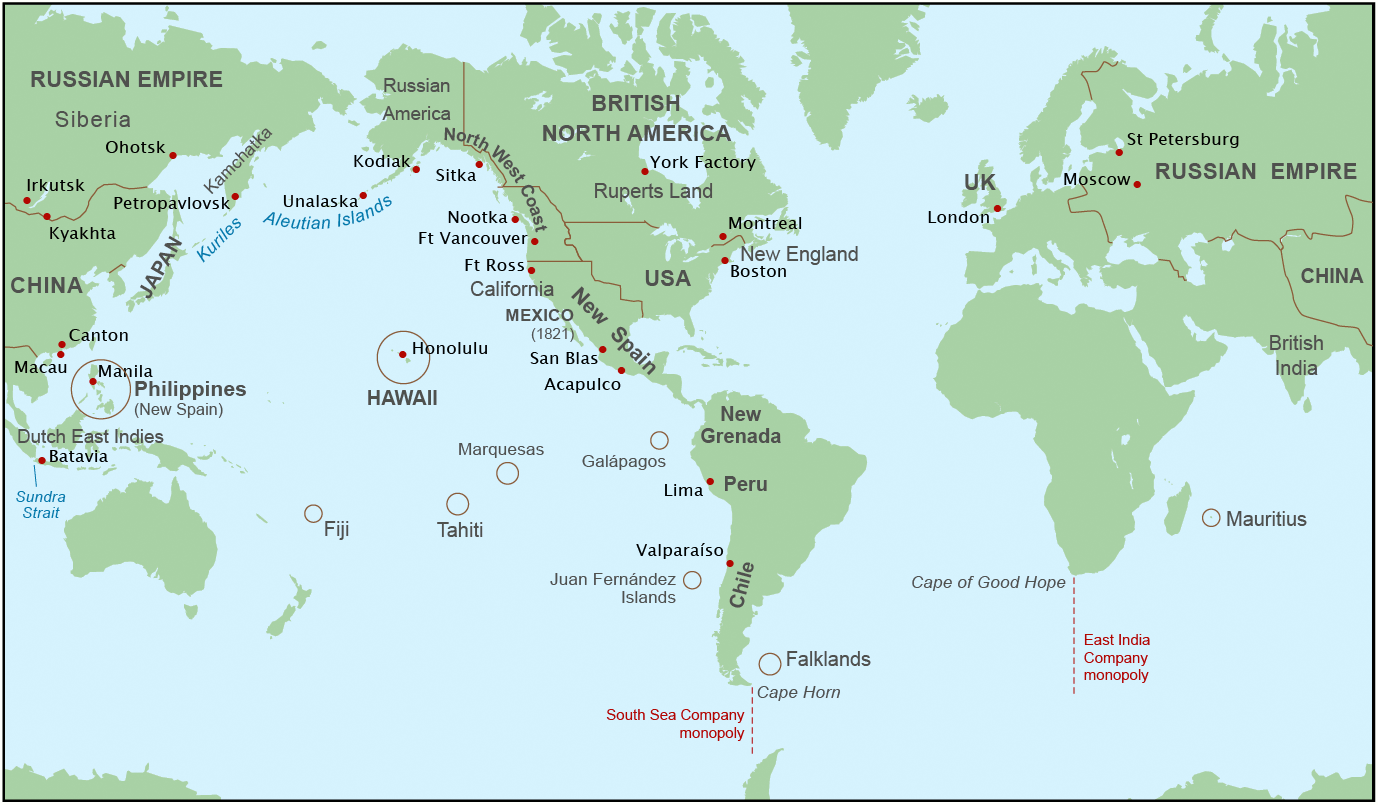
El sistema del comercio marítimo de pieles en el contexto global (desde 1790 a 1840)

El Pacífico Noroeste fue una de las últimas regiones importantes del mundo, no polares, en ser explorada por los europeos. Siglos de reconocimientos y de conquistas habían conducido a que el resto de América del Norte estuviera ya bajo la soberanía de las potencias imperiales. Durante finales del siglo XVIII y principios del XIX, una serie de imperios y sistemas comerciales convergieron en la Costa Noroeste, tanto por mar como por tierra, cruzando todo el continente. Los imperios ruso y español se extendieron en la región al mismo tiempo, desde direcciones opuestas. Las empresas rusas de piel se expandieron en América del Norte siguiendo a lo largo de las islas Aleutianas, llegando a las islas Fox y la península de Alaska a principios de la década de 1760. La isla Kodiak fue descubierta en 1763 por Stepan Gavrilovich Glotov. En 1768, se llevó a cabo una expedición de la Armada de Rusia, al mando de Pyotr Krenitsyn y Mikhail Levashev. Dos barcos zarparon de Kamchatka hacia la península de Alaska con el fin de evaluar la actividad rusa ya existente y las posibilidades de un futuro desarrollo. Los informes del viaje, que intentaron mantenerse en secreto, se extendieron por Europa y causaron alarma en España. El gobierno español, ya alertado sobre la actividad rusa en Alaska, decidió colonizar la Alta California y envió varios viajes de exploración a Alaska para evaluar la amenaza y fortalecer la soberanía de las reclamaciones españolas en el norte de la costa de México.
La provincia de la Alta California fue establecido por José de Gálvez y Gallardo en 1769, justo cuando estaba concluyendo la expedición Krenitsyn-Levashev. Se enviaron a la Alta California cinco expediciones por separado en 1769. En 1782, se habían establecido presidios en San Diego, Monterey, San Francisco y Santa Bárbara, unidos por una serie de estaciones de misión a lo largo de la costa. Se pusieron en marcha viajes de exploración española en el extremo norte en 1774, 1775 y 1779. En 1784, el centro de la actividad rusa desplazó hacia el este hasta la isla de Kodiak y las operaciones de caza se extendieron hasta el Cook Inlet. Los dos imperios parecían destinadas a chocar, pero antes de que el contacto directo entre Rusia y España se hiciera, nuevos poderes aparecieron en la costa Noroeste: Gran Bretaña y Estados Unidos. Cuando se produjo el enfrentamiento, en el Nootka Sound en 1789, no fue entre España y Rusia, sino entre España y Gran Bretaña. Los británicos alcanzaron por primera vez la región por mar en 1778, durante el tercer viaje de James Cook, y por tierra en 1793, cuando las exploraciones transcontinentales de Alexander MacKenzie llegaron al Pacífico. El primer comerciante marítimo de pieles británico, James Hanna, llegó a la costa Noroeste en 1785. Los primeros comerciantes estadounidenses, Robert Gray y John Kendrick, llegaron por mar en 1788. La expedición de Lewis y Clark alcanzó por tierra la costa en 1805.
Los primeros comerciantes marítimos de pieles fueron exploradores y comerciantes. La costa Noroeste es muy compleja —un "laberinto de aguas", según George Simpson— con miles de islas, estrechos y numerosos fiordos, y una costa montañosa y rocosa, a menudo muy empinada. Los peligros para la navegación eran muchos, como las persistentes lluvias, los fuertes vientos, la espesa niebla, las fuertes corrientes y mareas, y las rocas ocultas. Los patrones del viento eran a menudo contrarios, variables y desconcertantes, sobre todo en los estrechos y archipiélagos costeros, haciendo peligrosa y frustrante la navegación. Las primeras exploraciones antes del comercio marítimo de pieles —las de Juan Pérez, Bruno de Heceta, Bogeda y Quadra y James Cook— produjeron solo reconocimientos aproximados de las características generales de la costa. Los estudios detallados se llevaron a cabo solo en unas pocas áreas, relativamente pequeñas, tales como el Nootka Sound, la bahía Bucareli o el Cook Inlet. La exploración rusa anterior a 1785 también había realizado estudios generales, en gran parte restringidos a las islas Aleutianas y a la parte continental de Alaska situada al oeste del cabo San Elías. Los comerciantes marítimos de pieles británicos y estadounidenses comenzaron a visitar la costa Noroeste en 1785, momento en el que aún permanecía en gran parte inexplorada. Aunque los viajes de exploración sin fines comerciales continuaron, especialmente los de la Armada Española, los comerciantes marítimos de pieles hicieron una serie de descubrimientos importantes: Charles Barkley William exploró el estrecho de Juan de Fuca, el Clayoquot Sound y el Barkley Sound; James Strange, el estrecho de la Reina Carlota; James Hanna, el Fitz Hugh Sound; Robert Gray, el Grays Harbor y el río Columbia. George Dixon exploró la entrada Dixon y fue el primero en darse cuenta de que las islas de la Reina Carlota no formaban parte del continente.

### Rusia
El comercio marítimo de pieles ruso en el Pacífico norte se inició después de los viajes de exploración de Vitus Bering y Aleksei Chirikov en 1741 y 1742. Sus viajes habían demostrado que Asia y América del Norte no estaban conectadas, pero que los viajes por mar eran viables y que la región era rica en pieles. Los comerciantes de pieles privados, sobre todo promyshlenniki, patrocinaron varias expediciones de comercio de pieles desde la península de Kamchatka, en un primer momento centradas en las islas cercanas (como las islas del Comandante). A diferencia de las empresas de comercio de pieles en Siberia, estas expediciones marítimas requerían más capital del que la mayoría de los promyshlenniki podían obtener. Los comerciantes de ciudades como Irkutsk, Tobolsk y otras en la Rusia europea se convirtieron en los principales inversionistas.
Uno de los primeros comerciantes fue Emilian Basov, que comerció en la isla de Bering en 1743, recogiendo una gran cantidad de pieles de nutria marina y de foca y pieles azules de zorro ártico. Basov hizo cuatro viajes a la isla de Bering y a la cercana isla Medny e hizo una fortuna, inspirando a muchos otros comerciantes. Desde 1743 hasta la fundación de la Compañía Ruso-americana en 1799, salieron desde Kamchatka hacia América del Norte más de un centenar de viajes privados para el comercio de pieles y la caza. En total, en estos viajes se obtuvieron más de ocho millones de rublos de plata. Durante la primera parte de esta época los barcos normalmente se detendían en las islas del Comandante con el fin de masacrar y conservar la carne de las vacas marinas de Steller, un mamífero marino indefenso cuyo alcance se limitaba a las islas. Fueron perseguidos no solo por la comida sino también por sus pieles —que se utilizaron para hacer barcos— y la grasa subcutánea —que se usó en las lámparas de aceite. En 1768, la vaca marina de Steller ya se había extinguido. Como las pieles se agotaron en las islas cercanas, los comerciantes rusos navegaron hacia el este a lo largo de la cadena de las Aleutianas. En la década de 1760 ya navegaban regularmente hasta la isla de Kodiak. En estos primeros años destacaron algunos comerciantes como Nikifor Trapeznikov (que financió y participó en diez viajes entre 1743 y 1768), Maksimovich Solov'ev, Stepan Glotov y Grigory Shelikhov.

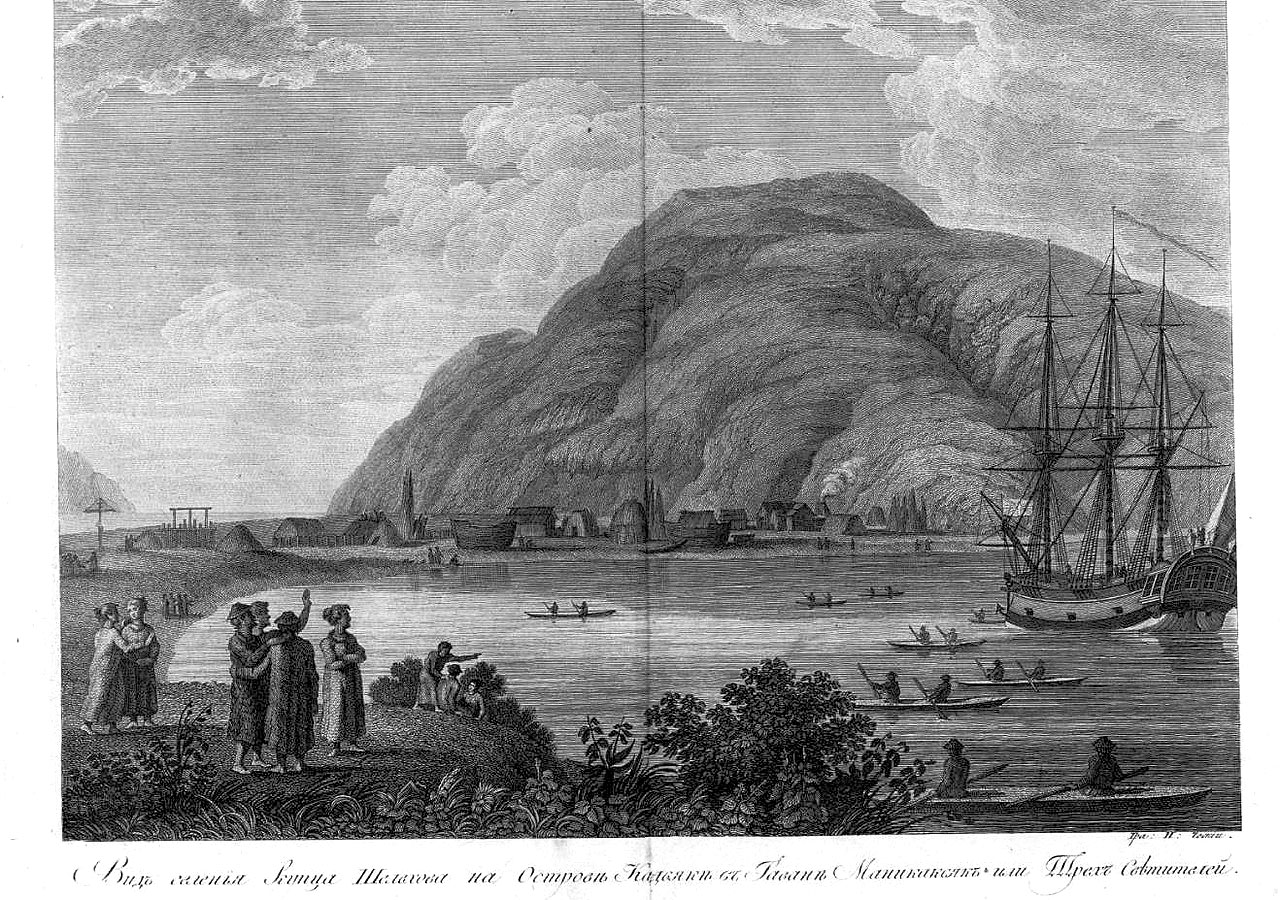
El asentamiento de Grigory Shelikhov en la isla Kodiak

A medida que los comerciantes navegaban más al este, los viajes se hicieron más largos y más costosos. Las empresas más pequeñas se fusionaron en las grandes. Durante la década de 1780, Grigory Shelikhov comenzó a destacar como uno de los operadores más importantes. En 1784, Shelikhov fundó el primer asentamiento permanente ruso en América del Norte, en la bahía de Tres Santos, en la isla de Kodiak. Shelikhov ambicionaba una extensión continua del comercio marítimo de piel de Rusia, con la creación de puestos comerciales a lo largo de la costa, cada vez más alejados hasta llegar a California. Buscó el control exclusivo del comercio, y en 1788 la emperatriz Catalina II decidió conceder a su compañía un monopolio solo sobre el área ya ocupada. Los otros comerciantes eran libres de competir en otros lugares. La decisión de Catalina se publicó como un ucase (proclamación) imperial el 28 de septiembre de 1788.
En el momento del ucase de Catalina de 1788, cuando otras naciones comenzaban a entrar en el comercio marítimo de pieles, los rusos habían pasado más de cuarenta años estableciendo y expandiendo sus operaciones marítimas en América del Norte y habían establecido ya un buen número de colonias sobre una gran región que se extendía desde las islas Aleutianas al Cook Inlet y el Prince William Sound. Muchos barcos zarpaban desde Kamchatka hacia Alaska cada año. Los rusos no solo habían empezado antes, sino que controlaba el hábitat de la nutria marina más valiosa. Las nutrias de mar de las Kuriles, Kamchatka y las Aleutianas tenían pieles más gruesas, más brillantes y más negras que las nutrias de la Costa Noroeste y de California. Había cuatro calidades de piel, basados en el color, la textura y el grosor: las más preciadas eran las de las nutrias marinas de las Kuriles y Kamchatka; las de las Aleutianas eran las segundas y las de la costa Noroeste las siguientes; las peores, eran las de las nutrias marinas de California. Rusia también controlaba las fuentes de pieles de sable , la piel más valiosa de todos los mamíferos de la tierra.
El sistema ruso difería de los sistemas británico y estadounidense en su relación con los pueblos indígenas. Los rusos empleados o enserfed a aleutas y alutiiq, estos últimos un subgrupo de los esquimales Yupik. Los aleutas y alutiiq eran expertos cazadores de nutrias marinas, destacando en el uso de kayaks y baidarkas. Los barcos rusos se utilizaron principalmente para el transporte y como asistencia de las partidas indígenas de caza. Esto difiere del sistema británico y estadounidense, en los que los indígenas cazaban las nutrias marinas y preparaban las pieles por su cuenta, y eran esencialmente agentes independientes del comercio de pieles. Los rusos no comerciaban libremente con los nativos alaskeños, sino que impusieron un tributo de piel conocido como yasak. El sistema yasak, que fue ampliamente utilizado en Siberia, en esencia esclavizaba a los nativos. En 1788 fue prohibido en la América rusa, solo para ser reemplazado por la obligación de trabajar.

### Reino Unido

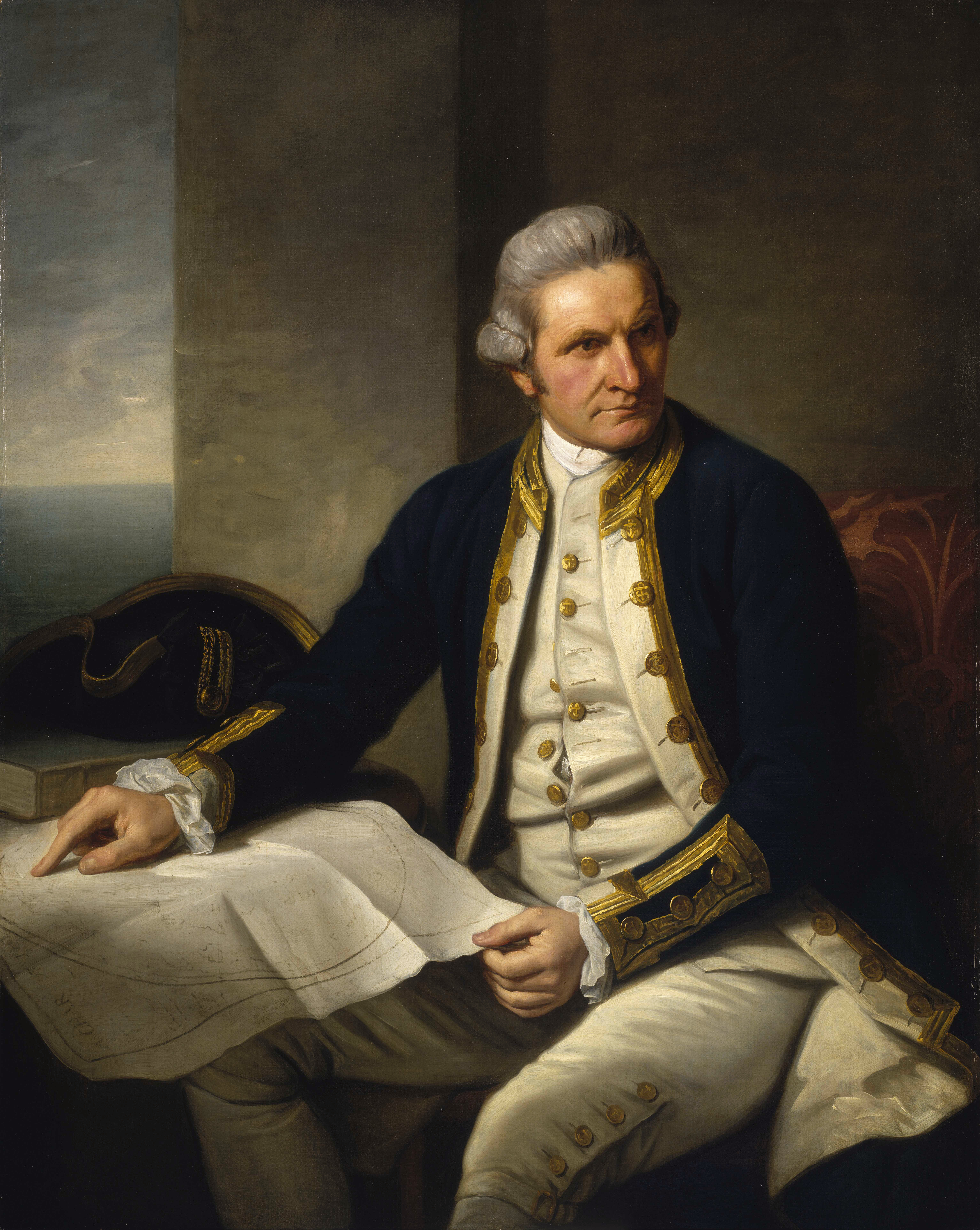
El capitán James Cook

La entrada de los británicos en el comercio marítimo de pieles data de 1778 y el tercer viaje del capitán James Cook. Mientras navegaban hacia el norte para buscar el legendario Paso del Noroeste, Cook descubrió las islas de Hawái. Luego, en la Costa Noroeste pasó un mes en el Nootka Sound, en el que él y su tripulación comerciaron con los nuu-chah-nulth de la aldea de Yuquot. Terminaron con más de 300 pieles, sobre todo de nutria marina, aunque pensaban que no tenían gran valor. Más tarde, después de que Cook hubíese sido asesinado en Hawái, la expedición visitó Cantón y quedaron sorprendidos por la cantidad de dinero que los chinos estaban dispuestos a pagar por esas pieles: consiguieron un beneficio del 1.800%. James King, uno de los comandantes después de la muerte de Cook, escribió que «las ventajas que podrían derivarse de un viaje a esta parte de la costa Americana, llevada a cabo con vistas comerciales, me parece de un grado de importancia suficiente para llamar la atención del público». Las tripulaciones de los dos barcos estaban tan ansiosas por volver al Nootka Sound y adquirir más pieles que estuvieron «no lejos de amotinarse» ("not far short of mutiny"). Sin embargo, embarcaron rumbo a Inglaterra, donde llegaron en octubre de 1780. Los relatos del viaje de Cook y del comercio de la nutria marina se publicaron en la década de 1780, lo que provocó una oleada de viajes empresariales a la Costa Noroeste.
El interés británico en el comercio marítimo de pieles alcanzó su punto máximo entre 1785 y 1794 y luego declinó cuando las Guerras Revolucionarias Francesas disminuyeron la mano de obra y el y capital de inversión disponible en Gran Bretaña. El país también concentró sus actividades comerciales exteriores en la India. Los comerciantes marítimos de pieles británicos fueron obstaculizados por la Compañía Británica de las Indias Orientales (East India Company, conocida por sus siglas EIC) y por la Compañía de los Mares del Sur (South Sea Company, SSC). Aunque la SSC estaba moribunda a finales del siglo XVIII, se le había concedido el derecho exclusivo del comercio británico en toda la costa oeste de las Américas, desde el cabo de Hornos hasta el estrecho de Bering y con una anchura de trescientas leguas (aproximadamente 1.400 km) aguas adentro en el océano Pacífico. Esto, junto con el monopolio de la EIC en el comercio británico en China, significaba que las pieles de nutria marina se obtendrían solo en la preservación de un monopolio y estarían disponibles solo en la de los otros. Si querían operar legalmente, los comerciantes marítimos de pieles británicos tenían que obtener licencias de ambas compañías, lo que era difícil y costoso. Algunos comerciantes obtuvieron solo una licencia de la EIC, pensando que la SSC no podría hacer valer su monopolio. Otros obtenían solo la licencia de la SSC y llevaban sus pieles a Inglaterra, donde eran transbordadas a China. Algunos comerciantes trataron de eludir las licencias navegando con barcos con pabellón extranjero. El enfoque principal de la EIC en China era el comercio del té y nunca hubo gran interés en la empresa por el comercio marítimo de pieles. La EIC, por lo general, permitía que los barcos británicos importaran pieles en Cantón, pero requería que las pieles se vendiesen a través de agentes de la EIC, y la compañía obtenía un porcentaje de los beneficios. Peor aún, la EIC no permitía a los comerciantes de pieles británicos exportar productos chinos a Gran Bretaña. Así, la última y más rentable parte del sistema de comercio marítimo de pieles de —el transporte de mercancías chinas a Europa y América— se le negaba a los comerciantes británicos.
El primer barco mercante que se fletó con el único fin de comerciar con pieles fue el británico Sea Otter [Nutria Marina] al mando de James Hanna en 1785. En su breve visita a la costa obtuvo 560 pieles que alcanzaron un beneficio de $ 20.000 en Cantón. La promesa de beneficios tales alentó a otros comerciantes. George Dixon y Nathaniel Portlock, antiguos miembros de la tripulación de Cook, se convirtieron en socios en la King George's Sound Company, formada en 1785 con el propósito de desarrollar el comercio marítimo de pieles. Zarparon de Inglaterra en el King George y en Queen Charlotte y pasaron 1786 y 1787 explorando y comerciando en la Costa Noroeste. Pasaron el invierno en Hawái, estando entre los primeros visitantes después de Cook. Charles William Barkley fue otro comerciante británico temprano. Navegó en el Imperial Eagle desde Inglaterra a la Costa Noroeste vía Hawái, en 1786-88. Iba acompañado de su joven esposa, Frances Barkley, que se convirtió en la primera mujer europea que visitó las islas Hawái y también en la primera mujer que dio la vuelta al mundo sin engaños. solo se sabe de dos mujeres que hubiesen dado la vuelta al mundo antes que Frances: Jeanne Baré, disfrazada de hombre, y Rose de Freycinet, esposa de Louis de Freycinet, que lo hizo como polizonte. Barkley decidió navegar bajo el pabellón de Austria para evadir el pago de licencias de la SSC y la EIC. Durante su estancia en Hawái, Barkley contrató a una hawaina llamada Winée como sirvienta. Winée fue el primer nativo de Hawái que visitó el Pacífico Noroeste —el primero de muchos Kanakas. Barkley exploró la costa sur del Nootka Sound, descubriendo el estrecho de Juan de Fuca en ese viaje. Fue el primer operador que visitó Neah Bay, un asentamiento makah que se convirtió más tarde en un importante puerto de escala para los comerciantes marítimos de pieles.

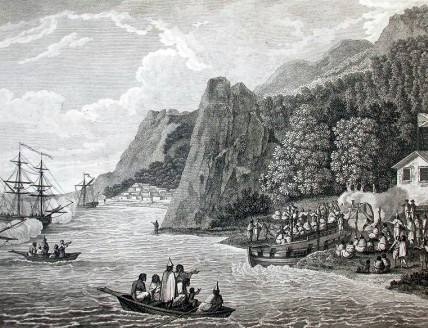
La botadura de la North-West America en el Nootka Sound de 1788

John Meares, que también había servido con Cook, navegó a la Costa Noroeste en 1786. Pasó el invierno en el Prince William Sound, con su barco atrapado por el hielo y sus hombres muriendo de escorbuto. Fue rescatado por la oportuna llegada de Dixon y Portlock. Meares organizó una segunda expedición de dos buques, el Felice Adventure y el Iphigenia Nubiana. Meares decidió no licenciar sus barcos con la EIC, tratando de ocultar la actividad ilícita mediante el uso de la bandera de Portugal. Llegaron al Nootka Sound en mayo de 1788. Meares afirmó más tarde que el jefe Maquinna le vendió un terreno, en el que erigió un edificio. Estas afirmaciones más tarde se convirtió en un punto de disputa durante la crisis de Nutca. España, que buscaba el control del Nootka Sound, rechazó ambas pretensiones; la verdad de esos hechos nunca ha sido plenamente establecida. No hay duda, sin embargo, de que Meares construyó la balandra North West America en el Nootka Sound, siendo el primer barco no indígena construido en el Pacífico Noroeste.
Meares y otros organizaron otras expediciones al año siguiente. Varios barcos navegaron al Nootka Sound, incluido el Argonaut, al mando de James Colnett, el Princess Royal, con Thomas Hudson, así como el Iphigenia Nubiana and North West America. Colnett tenía la intención de establecer un puesto de comercio de pieles permanente en el Nootka Sound. Sin embargo, España había decidido ocupar permanentemente el Nootka Sound y afirmar la soberanía en la Costa Noroeste. La decisión se debió principalmente a la actividad rusa en Alaska y a la amenaza de que ellos ocupasen el Nootka Sound. Los españoles, al mando del oficial naval Esteban José Martínez, llegaron a Nutca en mayo de 1789 y construyeron el Fuerte San Miguel. Cuando el Argonaut arribó surgió una disputa entre Colnett y Martínez, que condujo a la incautación de varios barcos británicos y a la detención de sus tripulaciones. Este incidente llevó a la conocida como crisis de Nootka, una crisis internacional entre Gran Bretaña y España. La guerra finalmente se evitó con la primera Convención de Nootka de 1790.

### Estados Unidos
Los comerciantes estadounidenses se vieron muy influidos por un informe no autorizado publicado por John Ledyard en Hartford, Connecticut, en 1783. Hacia los años 1790 esos comerciantes estaban fuera de competencia con los británicos y pronto llegaron a dominar el comercio marítima de pieles al sur de la América rusa. La apertura del comercio llegó en un buen momento para los comerciantes de Nueva Inglaterra, ya que les proporcionó una forma de escapar de la depresión que siguió a la Guerra de Independencia de los Estados Unidos. Se presentaron nuevas oportunidades comerciales que compensaron sobradamente el cierre del comercio con el Reino Unido y los puertos coloniales a las importaciones de los EE. UU.
Uno de los primeros y más notables comerciantes marítimos de pieles estadounidenses fue Robert Gray. Gray hizo dos viajes comerciales, el primero de 1787 a 1790 y, el segundo, de 1790 a 1793. El primer viaje fue dirigido por John Kendrick, con los barcos Columbia Rediviva y Lady Washington. Cuando terminó la temporada del comercio de pieles de 1789, Gray navegó con el Columbia a China vía Hawái, y luego a Boston atravesando el cabo de Buena Esperanza. La llegada del Columbia a Boston fue célebre por ser el primer barco estadounidense en haber hecho la circunnavegación del mundo. Sin embargo, la empresa no fue un éxito comercial. Los propietarios del buque financiaron un segundo intento y Gray se embarcó en el Columbia en Boston solo seis semanas después de llegar y ese segundo viaje también fue notable en varios aspectos. Después de pasar el verano comerciando en la costa Noroeste Gray invernó en esa costa. En el Clayoquot Sound, la tripulación de Gray construyó una casa, llamada Fort Defiance, y también una balandra, la Adventure, que fue el primer barco estadounidense construido en la Costa Noroeste. Fue botado en marzo de 1792 y quedó al mando de Robert Haswell. Durante la temporada de comercio de 1792 Gray se concentró en la parte sur de la Costa Noroeste, incluyendo el río Columbia. A pesar de que la desembocadura del río había sido descubierta por el explorador español Bruno de Heceta en 1775, ningún otro explorador o comerciante de pieles había sido capaz de encontrarlo. Gray fue el primero en hacerlo y nombró el río en honor de su propio barco. Este evento fue utilizado por los Estados Unidos más adelante en apoyo de sus reivindicaciones en el Pacífico Noroeste.
Otros comerciantes estadounidenses notables fueron, entre otros, William F. Sturgis, Joseph Ingraham, Simon Metcalfe y Daniel Cross. Una de las empresas estadounidenses más exitosa que participó en el comercio del Noroeste fue la Perkins and Company.

## Años de auge

### Predominio estadounidense
El comercio marítimo de pieles estuvo dominado por los comerciantes estadounidenses desde la década de 1790 a la década de 1820. Entre 1788 y 1826, los barcos mercantes estadounidenses realizaron por lo menos 127 viajes entre Estados Unidos y China, vía Costa Noroeste. Las lucrativas ganancias fueron grandes. Durante finales de la década de 1810, el retorno de la inversión osciló entre cerca del 300% hasta el 500%, onteniéndose incluso beneficios más altos en la primera década del siglo XIX. Retornos del 2.200% o mayores fueron comunes, aunque si se tiene en cuenta el coste de la compra y el equipamiento de los barcos, el retorno estaría más próximo al 525%. Los años del auge del comercio terminaron alrededor de 1810, seguidos de un largo declinar marcado por la creciente diversificación de la economía. Hacia 1810, la oferta de pieles de nutria marina había decaído debido a la caza excesiva. El comercio en América disminuyó durante la Guerra de 1812, pero después de 1815 los estadounidenses fueron capaces de reanudar y ampliar el comercio marítimo de pieles y seguir dominándolo.

### Expansión rusa

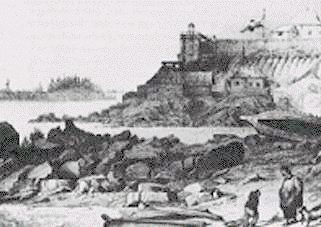
Old Sitka

La entrada de Rusia en la Costa Noroeste, más allá del Prince William Sound, fue lenta debido a la escasez de barcos y marineros. En 1794 alcanzaron Yakutat Bay y en 1795 se construyó el asentamiento de Slavorossiya, originalmente destinado a ser la capital colonial. James Shields, un empleado británico de la Compañía Golikov-Shelikhov, reconoció la costa hasta las islas de la Reina Carlota. En 1795, Alexander Baranov navegó en el Sitka Sound, reclamándolo para Rusia. Las partidas de caza llegaron en los años siguientes. En 1800, tres cuartas partes de las pieles de nutria marina de la Compañía Ruso-americana provenían de la zona de Sitka, ascendiendo a varios miles cada año. En el Sitka Sound fue también donde surgió por primera vez la competencia seria entre rusos, británicos y estadounidenses.
En julio de 1799, Baranov regresó en el bergantín Oryol y estableció el asentamiento de Arkhangelsk, también conocido como Fuerte Arcángel Gabriel. En junio de 1802, guerreros tlingit atacaron el asentamiento y mataron y capturaron a la mayoría de los 150 rusos y aleutianos que vivían allí. Baranov dirigió una expedición armada para retomar Sitka por la fuerza en junio de 1804. El buque de guerra ruso Neva se unió a Baranov en Sitka. Se estableció una nueva fortaleza rusa mientras los tlingit se aprestaban a defenderse con un fuerte propio bien armado. La tensión subió rápidamente con varias escaramuzas y las negociaciones se rompieron. A principios de octubre, los rusos atacaron el fuerte tTlingit con cañones desde el Neva y desde una partida por tierra. Los tlingit respondieron con armas de gran alcance y fuego de cañón desde el suyo. La batalla de Sitka, como se conoce, continuó durante varios días hasta que los tlingit abandonaron su fuerte y salieron de la zona. Los relatos tlingit de la batalla se niegan a admitir la derrota o dar el crédito a los rusos de la toma de la fortaleza tlingit. Los rusos destruyeron el abandonado fuerte tlingit y nombraron su nuevo fuerte como Novo-Arkhangelsk, también conocido como Fuerte Arcángel Miguel o Fuerte de San Miguel. Los enfrentamientos en Sitka en 1802 y 1804 desempeñaron un papel importante en las posteriores relaciones ruso-tlingit durante generaciones.
Novo Arkhangelsk se convirtió pronto en el principal asentamiento y luego capital colonial de la América rusa. Después de la compra de Alaska, fue rebautizado como Sitka y se convirtió a su vez en la primera capital del territorio de Alaska.
La Compañía Ruso-americana (RAC) se constituyó en 1799, poniendo fin al período promyshlenniki y dando comienzo a una era de monopolio centralizado. Su carta de fundación fue establecida en 1799 mediante un ucase del nuevo zar Pablo I de Rusia, que concedió a la empresa el control monopolistico sobre el comercio en las islas Aleutianas y el territorio continental de América del Norte, llegando por el sur hasta los 55°N (la latitud, aproximadamente, de la actual frontera en la costa entre la Columbia Británica y Alaska). La RAC se inspiró en la East India Company (EIC) y en la Hudson's Bay Company (HBC). Los funcionarios rusos destinados a la compañía operaban tanto como empleados de una empresa como integrantes de una organización estatal cuyo fin era extender la influencia imperial, al igual que los de la EIC y la HBC. También se esperaba que la empresa pudiera llevar a cabo el comercio marítimo con China y Japón, aunque este objetivo no se cumplió. En 1818 el gobierno ruso tomó el control de la RAC, sustituyendo a los comerciantes que tenían la carta. El explorador y oficial naval Ferdinand Petrovich von Wrangel fue el primer presidente de la compañía durante la nueva etapa gubernamental. En 1867, la compra de Alaska transfirió el control de Alaska a los Estados Unidos y los intereses comerciales de la Compañía Ruso-americana se vendieron a la Hutchinson, Kohl & Company de San Francisco, que luego se fusionó con otros grupos para formar la Compañía Comercial de Alaska (Alaska Commercial Company).
La población rusa en América del Norte nunca superó los 1000 habitantes —el máximo fue de 823 en 1839— aunque la RAC llegó a emplear y alimentar a miles de indígenas. De acuerdo con las cifras del censo oficial ruso, la población de la América rusa alcanzó un máximo de 10.313 personas en 1838. Unas 12.500 personas adicionales eran residentes locales conocidos, pero no estaban incluidos en el registro colonial. Se estima que más de 17.000 residentes locales estaban presentes, pero que eran desconocidos para los rusos. Por lo tanto, la población total de la América rusa era, aproximadamente, de unos 40.000 habitantes.

## Diversificación y transformación

### La Compañía Ruso-Americana

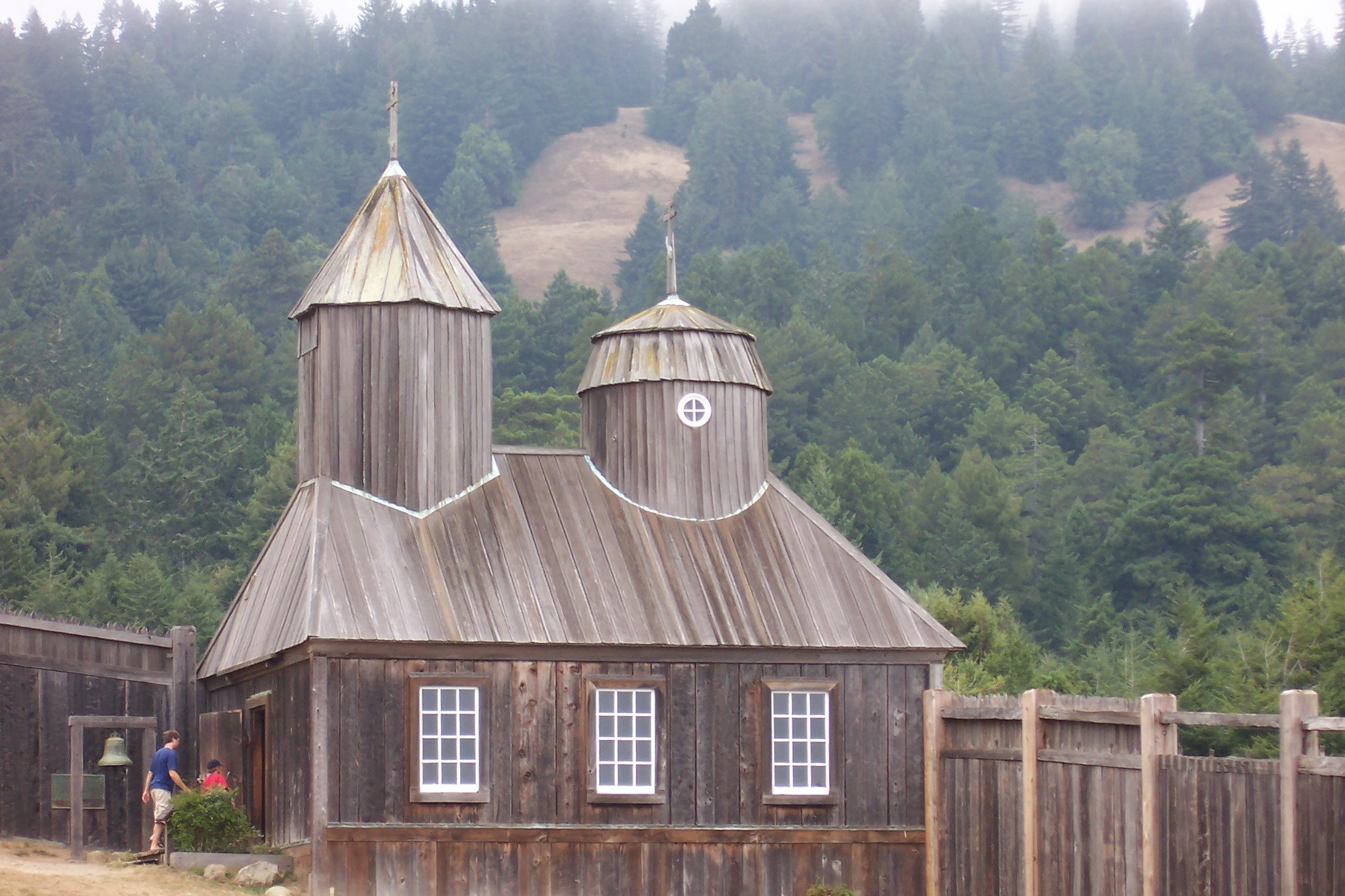
La capilla reconstruida de Fort Ross

La Colonia Ross, conocida como Fort Ross hoy, fue construida en California, justo al norte de la bahía de San Francisco. Fue el puesto más austral de la RAC y se constituyó como una base agrícola para el suministro de alimentos a los asentamientos del norte, así como para la realización de intercambios comerciales con la Alta California. Estuvo operando desde 1812 hasta 1841. La colonia Ross incluía una serie de asentamientos repartidos sobre un área que se extiende desde Point Arena hasta bahía de Tomales. El centro administrativo era el puerto Rumianstev, en Bodega Harbor, frente a la bahía Bodega. Un campamento de caza artel se encuentra en la islas Farallón. Se establecieron tres ranchos: el rancho Kostromitinov, en el río Russian, cerca de la boca del arroyo Willow; el rancho Khlebnikov, en el valle del Salmon Creek, a cerca de una milla al norte de la actual Bodega; y el rancho Chernykh, cerca de la actual Graton. Fort Ross empleó nativos alaskeños para cazar focas y nutrias marinas en la costa de California. En 1840, la población de nutrias marinas de California había quedado seriamente mermada.
En 1821, el emperador ruso Pablo I emitió un ucase que anunció que Rusia estaba tomando el control de la Costa Noroeste al norte del paralelo 51ºN, que se encuentra justo al norte de la isla de Vancouver. Gran Bretaña y Estados Unidos protestaron y las negociaciones resultaron finalmente en el Tratado ruso-estadounidense de 1824 y la Convención anglo-rusa de 1825. Estos tratados establecieron los 54°40'N como el límite sur del territorio ruso, con la excepción de Fort Ross, que había sido establecido en California antes. El tratado anglo-ruso delineó el límite de la América rusa en su totalidad. La frontera se iniciaba en la costa, en los 54°40'N, y luego corría hacia el norte por las montañas cerca de la costa hasta llegar a los 141° de longitud oeste; después, el límite seguía en dirección norte a lo largo de esa línea de longitud hasta el océano Ártico. Aparte de los ajustes de los límites en el Panhandle de Alaska, derivados de la disputa de la frontera de Alaska de finales del siglo XIX, este es el límite actual del estado de Alaska. En 1839, a la Compañía de la Bahía de Hudson se le concedió un contrato de arrendamiento del sector sureste de lo que hoy es el Panhandle de Alaska, hasta los 56°30'N. El único intento de Rusia de hacer cumplir el ucase de 1821 fue la toma del bergantín estadounidense Pearl por la corbeta rusa Apollon, en 1822. El Pearl, un buque del comercio marítimo de pieles, navegaba desde Boston a Sitka. Tras una protesta del gobierno de los EE. UU., el buque fue liberado y pagada la indemnización.

### Métodos y estrategias estadounidenses
Los comerciantes estadounidenses desarrollaron la ruta comercial conocida como «Golden Round» [La Ronda Dorada], una ruta comercial que recorría todo el mundo. Los buques zarpaban de Boston hacia el Pacífico a través del cabo de Hornos, luego ponían rumbo a la Costa Noroeste, llegando en la primavera o a principios del verano. Pasaban el verano y el otoño comerciando con pieles en la costa, principalmente entre Sitka y el río Columbia. A finales del otoño se embarcaban hacia las islas de Hawái, donde debían de pasar el invierno; a continuación, desde Hawái iban hacia Macao, en el delta del Río Perla, donde llegaban en otoño. El comercio de Cantón no comenzaba hasta noviembre, cuando estaban preparados los envíos de té. Los estadounidenses tenían que contratar a pilotos para llevar sus barcos río arriba por el río Perla hasta Cantón, el «puerto de salida» de Whampoa. A los buques extranjeros no se les permitía entrar en el mismo Cantón. El comercio tomaba varias semanas o meses, y después de que los barcos estuvieran cargados con las mercancías chinas, té, sedas, porcelanas, azúcar, cassia y curiosidades. Partían en invierno y utilizaban los vientos del monzón del noreste del mar de la China meridional para llegar al estrecho de la Sonda, entonces utilizaban los vientos alisios del sureste para cruzar el océano Índico hasta el cabo de Buena Esperanza. A partir de ahí los barcos navegaban hacia Boston, donde tradicionalmente atracaban en el muelle de la India. El historiador canadiense Frederic William Howay describió esto como «golden round»:

Los estadounidenses tenían una ronda dorada perfecta de beneficios: en primer lugar, el beneficio en la carga original de bienes de comercio cuando los intercambiaban pore pieles; en segundo lugar, el beneficio cuando las pieles se transformaban en productos chinos; y, en tercer lugar, el beneficio correspondiente a dichos bienes cuando llegaban a América.
The Americans had a perfect golden round of profits: first, the profit on the original cargo of trading goods when exchanged for furs; second, the profit when the furs were transmuted into Chinese goods; and, third, the profit on those goods when they reached America.
Frederic William Howay

En los últimos años del comercio del Noroeste el patrón se hizo más complejo, con nuevos mercados adicionales y otros viajes laterales.

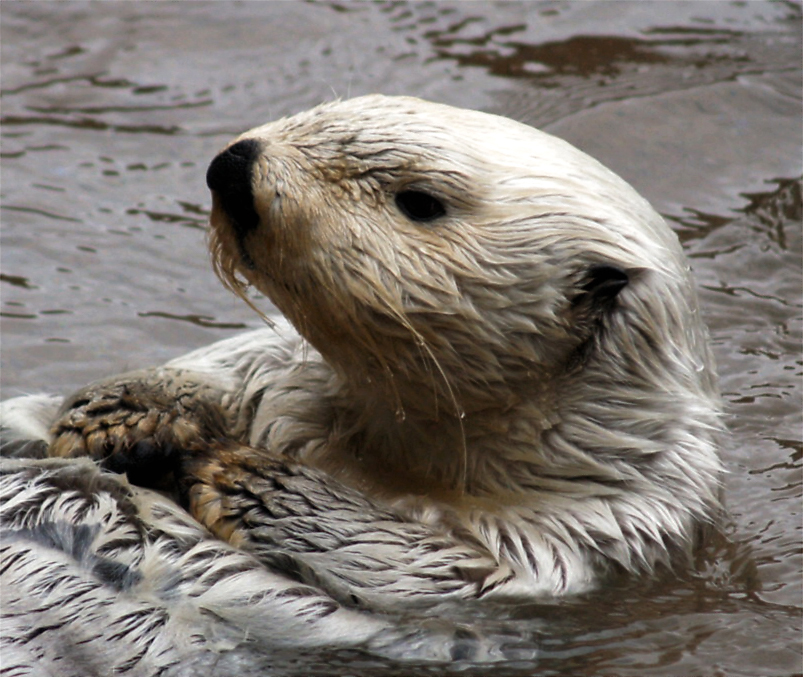
Una nutria marina

En el Noroeste el comercio desarrollado se volvió más arriesgado al depender únicamente de la adquisición de pieles de nutria marina a través del comercio con los indígenas de la costa. La diversificación se inició en la primera década del siglo XIX, si no antes, y aumentó con el tiempo. Los viajes marítimos de comercio de pieles ya no solo consistían en tomar pieles de nutria marina en la costa Noroestey llevarlas a Cantón; e añadieron al sistema otras materias primas y mercados en todo el Pacífico: el sándalo, principalmente de Hawái, se convirtió en un elemento importante del comercio de China. Así como el comercio de la nutria marina se desvanecía, el comercio de madera de sándalo auge, alcanzando un máximo en 1821, y luego disminuyó. El sándalo de Hawái se agotó en 1830. Fiyi y las islas Marquesas fueron las principales fuentes de madera de sándalo. La mayoría habían sido cortadas hacia 1820. Fiyi fue también una fuente de pepino de mar, un manjar para gourmet en China. Los comerciantes estadounidenses comenzaron a adquirir en Fiyi pepino de mar en 1804 y su recolección (trepang) también adquirió auge allí. El pepino de mar se convirtió en líder en exportación de Fiyi en 1830. El agotamiento provocó su declinar y el fin del comercio en 1850. Su recolección también se llevó a cabo desde 1812 en Hawái, y desde 1814, en las islas Marquesas. Otros mercados secundarios que se exploraron fueron el del cobre chileno, con base en Valparaíso; el scrimshaw (dientes de ballena), las conchas y la carne de tortuga, desde las islas Galápagos; el azúcar, desde Manila; y la nuez de areca y grano de café, desde Java. La caza de las focas adquirió auge en el archipiélago de Juan Fernández y el lobo marino de Juan Fernández fue explotado rápidamente hasta casi la extinción. Las colonias del lobo marino del norte estaban controladas por Rusia, así que los estadounidenses adquirieron esas pieles a través del comercio en lugar de la caza.
Otro comercio adicional era el contrabando a lo largo de la costa del Pacífico en el Imperio español, donde estab prohibido el comercio exterior por la legislación española. Este comercio alcanzó su máximo en la década de 1810, y luego desapareció en la década de 1820. Los comerciantes se concentraron en la Alta California, que producía un excedente de grano, carne, sebo y cueros, pero de una escasez crónica en productos manufacturados. Los barcos estadounidenses llevaban mercancías a las misiones de la Alta California a cambio de granos, carne y pieles de nutria marina de California. El grano, la carne de res, y demás provisiones se llevaban a Sitka, que estaba perennemente desabastecida de alimentos. Después de que México obtuviese la independencia en 1821, el comercio estadounidense con la Alta California continuó en una forma ligeramente modificada: los comerciantes estadounidenses llevaban sobre todo ropa, algodones, sedas, encajes, cubiertos, alcohol y azúcar, que eran objeto de comercio con los cueros y el sebo, en un beneficio general, entre el 200% y 300%. El Comercio Oculto de California se convirtió en una industria importante en sí mismo. En la década de 1830, sin embargo, las misiones de la Alta California había sido secularizadas por las autoridades mexicanas y abandonadas por los trabajadores indios. El comercio se redujo porn falta de rentabilidad. La disminución del comercio estadounidense con la Alta California dejó solo una alternativa realista al comercio cada vez menor de nutrias marinas: el aprovisionamiento de los asentamientos de la América rusa, que duró hasta que los estadounidenses abandonaron la Costa Noroeste del todo en la década de 1840. Desde la primera década del siglo XIX hasta 1841 los buques estadounidenses visitaron Sitka periódicamente, comerciando con textiles y licor a cambio de pieles de foca de piel, madera y pescado. Este comercio fue por lo general muy rentable para los estadounidenses y los asentamientos de Rusia dependían de ello. Así, cuando el zar Nicolás I de Rusia emitió el ucase de 1821, con la prohibición de comercio exterior al norte del paralelo 51ºN, las colonias rusas en los Estados Unidos se vieron obligadoas a ignorar la prohibición y participar en el contrabando.
En la Costa Noroeste misma el comercio de pieles se complementó con la trata de esclavos. El preexistente comercio de esclavos indígenas fue ampliado por los comerciantes de pieles, especialmente los comerciantes estadounidenses. Mientras trabajaban en la costa con pieles, los comerciantes compraban esclavos en torno a la desembocadura del río Columbia y en el estrecho de Juan de Fuca, para, a continuación, vender o comerciar con ellos en la costa más al norte. Pocos comerciantes admitieron el esclavismo, aunque algunos escribieron sobre su práctica en detalle. La principal información proviene de fuentes como los informes de los oficiales de la Compañía de la Bahía de Hudson, como Aemelius Simpson, que escribió en 1828 sobre los comerciantes estadounidenses de trata de esclavos en la costa: «los adquirian a un precio barato de una tribu y los ofrecían a otras con un beneficio muy alto».

### Declive
Grandes problemas económicos de escala jugaron un papel importante en la disminución del comercio marítimo de pieles y el comercio de China en general. Antes del siglo XIX, había poca demanda china de materias primas o de productos manufacturados occidentales, pero los lingotes (también conocidos como especie) fueron aceptados, dando lugar a una fuga general de metales preciosos de Occidente a China. La situación se revirtió a comienzos del siglo XIX por una variedad de razones: la demanda occidental de productos chinos se redujo relativamente por nuevas opciones (por ejemplo, el café de las Antillas comenzó a reemplazar al té en los Estados Unidos), mientras crecía la demanda china de productos occidentales de mayor consumo, como las manufacturas inglesas, los productos estadounidenses de algodón, y el opio, que fue declarado ilegal, pero cuyo contrabando en China aumento en gran escala. En poco tiempo, China estaba siendo drenada de especies y saturada de productos occidentales. Al mismo tiempo, hubo una intensa especulación en el comercio chino por las compañías mercantes británicas y estadounidenses. En la década de 1820, demasiadas empresas estaban compitiendo por un mercado sobreabastecido de existencias, dando lugar a quiebras y fusiones. La inevitable crisis comercial se alcanzó en 1826-27, después del pánico de 1825. Los precios del té se desplomaron y el volumen comercial de China se derrumbó en aproximadamente un tercio. En ese momento, el viejo comercio marítimo de pieles en la Costa Noroeste y el Antiguo Comercio China se estaban muriendo. El golpe final vino con la depresión de 1841-43, tras el pánico de 1837.
Con el tiempo los comerciantes marítimos de pieles se concentraron en diferentes partes de la costa Noroeste. En la década de 1790, la costa occidental de la isla de Vancouver, en especial el Nootka Sound, era visitada con frecuencia. En la década de 1810, el lugar se había desplazado a las islas de la Reina Carlota y el archipiélago Alexander, y en la década de 1820, más al norte aún, a las zonas cercanas al Sitka Sound. Después de 1830, se desplazó hacia el sur, hasta la zona de la entrada Dixon al Queen Charlotte Sound. Durante los primeros años, los barcos solían navegar por la costa, en busca de oportunidades comerciales cada vez que surgían. Más tarde, los barcos pasaban más tiempo en los puertos específicos. A medida que las pieles escaseaban y los precios subían, los capitanes de buques se concentraban cada vez más en algunos puertos clave y se quedaban más tiempo. Finalmente no fue posible adquirir pieles suficientes en un solo año y algunos comerciantes pasaban el invierno en Hawái, regresando a la costa en la primavera, pero muchos invernaban en la propia Costa Noroeste, por lo general, en uno de los puertos comerciales más importantes, como Clemencitty, en la isla de Tongass, hoy llamado Puerto Tongass; los diversos puertos kaigani localizados en el sur de la isla Dall, al norte del cabo Muzon; Newhitty, en el norte de la isla de Vancouver; y Tongass, en el estrecho Clarence, hoy llamado Tamgas Harbor, que se dice fue el lugar más popular de invernada para los buques estadounidenses en la década de 1830. Había también muchos puestos comerciales significativos en las islas de la Reina Carlota, como Cloak Bay, Masset, Skidegate, Cumshewa, Skedans y Houston Stewart Channel, conocido como «Coyah's Harbor», por el jefe Koyah.
Cuando las pieles marinas se agotaron en el siglo XIX, los capitanes estadounidenses comenzaron a aceptar un número creciente de pieles de tierra, como las de castor, que eran llevadas desde el interior a la costa a través de las redes comerciales indígenas, desde Nueva Caledonia —hoy los actuales distritos de Omineca y Nechako de la Columbia Británica Interior. Durante la década de 1820, los británicos de la HBC, que consideraban el comercio de pieles interiores como su dominio, comenzaron a experimentar pérdidas importantes como consecuencia de este desvío de pieles hacia la costa. Para proteger sus intereses, la HBC entró en el comercio de la costa con el fin de ahuyentar a los comerciantes estadounidenses, objetivo que lograron en la década de 1830. En 1841, los comerciantes estadounidenses habían abandonado la Costa Noroeste y, a partir de entonces, el comercio de la Costa Noroeste quedó bajo el control de la HBC y la RAC.

### La Compañía de la Bahía de Hudson

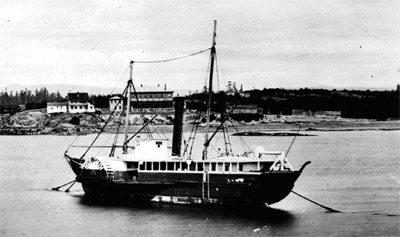
El Beaver, un vapor de la HBC

Desde 1779 hasta 1821 dos compañías británicas del comercio de pieles, la Compañía del Noroeste (North West Company, NWC, con sede en Montreal) y la Compañía de la Bahía de Hudson (Hudson Bay Company, conocida por sus siglas HBC, con sede en Londres), compitieron por el control del comercio de pieles de lo que luego se convirtió en el oeste de Canadá. La lucha, que finalmente llegó al punto de algunos enfrentamientos armados, como el de 1816 conocido como la batalla de Seven Oaks, fue sobre todo por el control de la Tierra de Rupert, al este de la divisoria continental de América. Hacia finales del siglo XIX la NWC expandió sus operaciones hacia el oeste, atravesando las Montañas Rocosas, en el entonces en su mayor parte inexplorado Noroeste del Pacífico. En la década de 1810 la NWC había establecido nuevas operaciones comerciando con pieles al oeste de las Montañas Rocosas, en New Caledonia y en el distrito de Columbia.
A partir de 1811, la estadounidense Pacific Fur Company (PFC) disputó a la NWC el control del Pacífico Noroeste, pero durante la Guerra de 1812, la PFC, ante el riesgo de ser capturados por la Royal Navy británica, vendió todas sus operaciones a la NWC. La PFC había construido en la desembocadura del río Columbia el Fort Astoria, que la NWC rebautizó como Fort George, que se convirtió en el puerto marítimo del Pacífico del distrito de Columbia.
La NWC trató de establecer un comercio rentable de pieles de castor con China. Debido al control de la East India Company (EIC) sobre el comercio británico en Cantón, la NWC se dirigió a las compañías navieras estadounidenses y a partir de 1792, los envíos de pieles de castor eran enviados a China por empresas estadounidenses. Después de la adquisición de Fort George en 1815, la NWC comenzó a abastecer el Distrito de Columbia por vía marítima a través de la empresa Perkins and Company, con sede en Boston. Después de llegar a Fort George, el barco estadounidense embarcaba el cargamento de pieles de castor de NWC para Cantón, que eran intercambiados por productos chinos y llevados luego a Boston para su venta. Incluso aunque Perkins and Company se quedaba con el 25% de los ingresos, el acuerdo era todavía un 50% más rentable que el uso de buques británicos y la venta de pieles en Cantón a través de la EIC, pagadera en Londres, que regresaban de China, sin carga.
En 1821, después de que las tensiones entre la NWC y la HBC habían estallado con violencia, la NWC se vio obligado a fusionarse en la HBC. Como resultado, la HBC adquirió el distrito de Columbia y su comercio con China. Al principio, el sistema de envío de pieles a través de la empresa estadounidense Perkins and Company continuó, pero, en 1822, el Servicio de Aduanas de Estados Unidos impuso un pesado impuesto ad valorem sobre los ingresos. La HBC dejó de utilizar intermediarios estadounidenses y en su lugar intentó vender las pieles a través de la EIC. En 1824 y 1825, la HBC vendió 20.000 pieles de castores y 7.000 pieles de nutria terrestres en China a través de la EIC, pero el arreglo no resultó ventajoso para ninguna de ambas empresas.
A raíz de la fusión forzada de la NWC en la HBC, su administrador, George Simpson, reorganizó sus operaciones en Nueva Caledonia y el Distrito de Columbia. Sus esfuerzos y su agudo sentido fiscal, combinados con un resurgimiento de los comerciantes estadounidenses en la costa después de firmar el Tratado ruso-estadounidense de 1824, dio lugar a la decisión de la HBC de entrar en el comercio marítimo de pieles y expulsar a los estadounidenses. A principios de la década de 1820, los comerciantes estadounidenses enviaban a Cantón entre 3.000 y 5.000 pieles de castor cada año, en su mayoría procedentes de Nueva Caledonia. En la década de 1830 el número había llegado a los 10.000 anuales, que eran tantos como los que la propia HBC adquiría en Nueva Caledonia y la mitad de la producción total de todo el Departamento de Columbia. Además, los estadounidenses estaban pagando precios más altos por las pieles, lo que obligó a la HBC a hacer lo mismo.
El esfuerzo de la HBC para hacerse con el control del comercio de pieles en la costa comenzó a finales de 1820. Tomó algún tiempo que la HBC adquiriera los barcos necesarios, formase expertos marineros, y consiguiese artículos de comercio y experiencia en el comercio de la costa. Simpson decidió que los «barcos de Londres», que llevaban suministros a Fort Vancouver y regresaban a Inglaterra con pieles, debían de llegar con tiempo suficiente para hacer un viaje de cabotaje antes de partir. El primer barco de Londres que hizo esto fue la goleta Cadboro en 1827. Sin embargo, su viaje no fue más allá del estrecho de Georgia y solo dos pieles de nutrias marinas y 28 pieles de nutrias terrestres y de castor fueron adquiridas. En 1828, la HBC decidió desplegar tres barcos para el comercio de la costa, pero los reveses causaron retrasos. El William and Ann se perdió en 1829, y el Isabella en 1830, ambos en la barra del río Columbia. Los gastos de flete de la HBC era inadecuados para el comercio costero hasta mediados de la década de 1830. En 1835, dos barcos fueron agregados a la flota costera de la HBC. Uno de ellos, el Beaver, era un barco de vapor y resultó muy útil dados los vientos variables, las fuertes corrientes, y los profundos entrantes marinos.
Para fortalecer su comercio eN la costa, la HBC construyó una serie de puestos comerciales fortificados, el primero de ellos fue Fort Langley, establecido en 1827 en el río Fraser, a unos 50 km de la boca del río. El siguiente fue Fort Simpson, fundado en 1831 en la desembocadura del río Nass, que luego se trasladó en 1834 a varios kilómetros hasta el actual Port Simpson. En 1833, se estableció Fort McLoughlin en una isla en el Milbanke Sound y Fort Nisqually fue construido en el extremo sur del Puget Sound. Una pista de tierra conectaba Fort Nisqually y Fort Vancouver, por lo que los buques de la HBC podían descargar pieles y adquirir productos de comercio a lo largo de la costa Noroeste, sin tener que navegar por el río Columbia y su peligrosa barra. Más tarde, se establecieron los puestos costeros de Fort Stikine (1840), Fort Durham (1840) y Fort Victoria (1843).

### Desventajas estadounidenses
No fue fácil para la HBC expulsar a los estadounidenses fuera de la costa Noroeste. Los estadounidenses tenían décadas de experiencia y conocían la geografía física y humana de la compleja costa. Hubo que esperar hasta 1835 para que la HBC consiguiera ese nivel de experiencia, pero los estadounidenses todavía tenían varias ventajas. Por una serie de razones, podían y querían pagar precios altos por las pieles, mucho más altos que los que la HBC podía igualar sin tener grandes pérdidas financieras. Las empresas estadounidenses eran de alcance global y trabajaban en varios mercados de los que el de la Costa Noroeste no era más que uno. En la década de 1820, los barcos estadounidenses pasaban rutinariamente años en el Pacífico, haciendo varios viajes entre diferentes lugares, como California, Hawái, Filipinas y Cantón. Los barcos estadounidenses llevaban almacenado, por lo general, un superávit del comercio de bienes destinados al comercio en la costa Noroeste. Siempre era la mejor manera de deshacerse de cualquier mercancía del comercio extra en la costa Oeste del Norte, el "dumping" a cualquier precio, antes de partir. Que ocuparía el espacio de estiba que se podrían utilizar de manera más rentable en otros lugares. La HBC, pues, se enfrentaba ante un gran desafío, incluso después de que adquriese experiencia con la geografía de las costas y los pueblos indígenas. El sistema estadounidense no solo aumentó el precio de las pieles, sino que también bajó el valor de los bienes comerciales. Por otra parte, los indígenas sabían que el aumento de la competencia servía a sus intereses y les daba poder de negociación. No tenían ningún deseo de ver a los estadounidenses abandonar el comercio de la costa. Por lo tanto, la HBC tuvo que afrontar precios superiores a los pagados por los estadounidenses si esperaban mantenerlos alejados. Los precios de piel del castor en la costa podían ser muchas veces superiores al que la HBC estaba pagando en el interior. No había esperanza de obtener una ganancia. Para competir en la costa, la HBC tuvo que tomar, a largo plazo, pérdidas financieras de gran tamaño.
La principal ventaja que la HBC tenía respecto a los estadounidenses era que podían tener esas pérdidas. Siendo una gran corporación con una gran cantidad de capital, la compañía era capaz de vender más barato que los estadounidenses, soportando pérdidas durante años. A mediados de 1830 la política de la HBC en la costa era pagar cualquier precio que fuese necesario para asegurar que las pieles cayeran en sus manos y no en la de los estadounidenses. Los comerciantes estadounidenses pronto encontraron que el comercio de pieles en la costa no era rentable: la HBC había capturado el comercio. Pero los estadounidenses todavía negociaban con los rusos en Sitka y, una vez en la costa solían buscar unas pocas pieles. Mientras esto continuó, la HBC siguió teniendo que pagar precios altos por las pieles y tomando pérdidas. Finalmente, el comercio en Sitka se volvió financieramente arriesgado. El acuerdo ruso-estadounidense de 1824, que permitió a los estadounidenses el comercio en la región del Panhandle de Alaska, expiró en 1834 y no fue renovado. En 1839, la HBC llegó a un acuerdo con la compañía Ruso-americana (RAC), en el que la HBC abastecía a la RAC con provisiones y manufacturas a cambio de un contrato de arrendamiento de diez años del Panhandle de Alaska. Este resultó ser el golpe final para los comerciantes estadounidenses, que fueron finalmente expulsados del comercio marítimo de pieles en la Costa Noroeste por completo.
La HBC redujo entonces drásticamente el precio pagado por las pieles, en un 50% en muchos casos. En ese momento, sin embargo, el comercio de pieles estaba en decadencia, tanto en la costa como en el continente, debido a la casi desaparición de animales, junto con una reducción en la demanda de pieles de castor. El pánico financiero de 1837 provocó una caída general en la piel y el comercio de China, poniendo fin a un boom de siglo y medio. Durante la década de 1840, la HBC cerró la mayor parte de sus puestos de cabotaje, dejando el comercio de la costa reducido a apenas Fort Simpson y el Beaver, con el nuevo depósito en el Fort Victoria en la costa sur.

## Importancia
El medio siglo, más o menos, del comercio marítimo de pieles y del comercio en la Costa Noroeste enriqueció a los armadores de Boston, creando el capital que ayudó a la transformación de Nueva Inglaterra de una economía agraria a una sociedad industrial. El comercio estimuló la cultura de los nativos de la Costa Noroeste, hizo Hawái famoso y casi abrumó a los nativos hawaianos con las influencias extranjeras. Desempeñó un papel en el aumento de la presión comercial de China en Cantón.Los animales de piel fueron devastadas, especialmente las nutrias marinas, que en 1850, estaban casi extinguidas a lo largo de la costa Noroeste y se encontraban ya solo en las islas Aleutianas y en California.

### Costa Noroeste

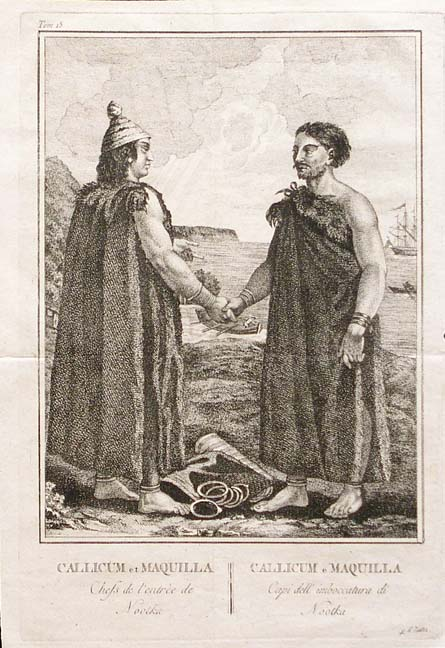
Callicum y maquinna

El comercio marítimo de pieles llevó a los nativos de la costa Noroeste prosperidad material, riquezas y tecnología. Amplió y transformó las relaciones entre las tribus, el comercio y las guerras, incluyendo la "costalización" de las vías interiores. Muchas indígenas continentales adoptaron el potlatch y sistemas de ascendencia costera. Al principio, el comercio causó un aumento del poder de unos pocos jefes clave, como Maquinna, Wickaninish, Tatoosh, Concomly (madsaw), Kotlean (tlingit de Sitka), Kow (haida Kaigani), Cunneah (coyac; haida kuista), y Cumshewa (haida). Esto fue seguido por una proliferación de jefes y una degradación general de la jefatura, en parte debido a la riqueza general, que daba a los cazadores individuales los medios para cuestionar a los jefes tradicionales. Hubo un aumento en la frecuencia de potlatch, que fue utilizado por los nuevos ricos en un reto a los jefes tradicionales. En respuesta los jefes del clan hereditario defendieron sus competencias tradicionales a través de un mayor uso de los nombres de rancio abolengo, tótems y crestas, todos validados por los potlatch.
Los efectos negativos del comercio en los nativos de la Costa Noroeste incluyen oleadas de enfermedades epidémicas, siendo la viruela la peor de todas. Otros problemas de salud ifueron la difusión del alcoholismo, la tuberculosis, enfermedades venéreas como la sífilis y la esterilidad. El comercio de la costa también promovió y mejoró el sistema preexistente de esclavitud y trata de esclavos indígenas nativos. El número total de esclavos aumentó, al igual que su distribución y explotación. A pesar de estos efectos negativos, los nativos de la Costa Noroeste se salvaron en gran medida de los efectos adicionales que habrían llegado si hubiera habido más puestos comerciales permanentes, administración política, evangelización y colonización. Los primeros comerciantes eran en su mayoría visitantes de temporada y los puestos posterior de la HBC fueron pocos y pequeños. Las misiones y el dominio colonial directo sobre los indígenas costeros no comenzó en serio hasta finales del siglo XIX. Durante el siglo XIX la cultura nativa no solo sobrevivió, sino que incluso prosperó.
El comercio marítimo también trajo cambios en los patrones de migración tradicional de temporada de los nativos y en los lugares de asentamiento. La gente de la costa fueron "cosmopolitanizados", es decir, que se incorporaron en una economía de mercado global. Al principio, su principal producto de exportación fueron las pieles, complementadas posteriormente y sustituidas por el salmón, la madera y artesanía. A finales del siglo XIX la Costa Noroeste se hizo famosa por sus artes y artesanías, sobre todo las grandes obras como tótems, provocando un florecimiento del arte indígena. Los nativos importaban muchos productos occidentales y pronto pasaron a depender de muchos de ellos, como las armas de fuego y las herramientas de metal. Los textiles se convirtió en un elemento fundamental en el temprano comercio marítimo de pieles. El valor de las pieles causó un cambio en la vestimenta nativa, que sustituyeron las pieles por los textiles, que se vio reforzada por la disminución general de animales de piel. Las armas de fuego tuvieron efectos positivos y negativos: hicieron la caza mucho más eficiente, pero también las guerras mucho más mortíferas.

### América rusa
Los rusos, a diferencia de los británicos y los estadounidenses, trataron de convertir a los indígenas al cristianismo y muchos aleutas se unieron a la Iglesia Ortodoxa Rusa.  Los misioneros rusos fundaron varias iglesias para los nativos, como la Iglesia de la Ascensión Santo en Unalaska. Un notable misionero ruso fue san Inocencio de Alaska. Por su trabajo como misionero, obispo y, más tarde, arzobispo en Alaska y el Lejano Oriente ruso fue canonizado. Uno de los primeros mártires cristianos en América del Norte fue San Pedro el Aleuta. Otros misioneros rusos importantes fueron Herman de Alaska y Bolotov Joasaph.

### Hawái
El efecto del comercio marítimo de pieles en los nativos hawaianos fue similar al experimentado por os nativos de la costa Noroeste, pero con más poder de transformación. Los hawaianos eran generalmente receptivos a la incursión occidental y a los asentamientos. El ascenso del rey Kamehameha I y la unificación de las islas bajo su gobierno fueron en parte posibles por los efectos del comercio de pieles marítimo y su mayor alcance en el Pacífico. La afluencia de riqueza y tecnología ayudó a hacer que el nuevo Reino de Hawái fuese relativamente fuerte, en términos políticos y económicos. Se introdujeron en las islas de Hawái muchos alimentos no nativos durante la era de las primeras operaciones, incluidas plantas como los frijoles, el repollo, la cebolla, la calabaza, el melón y la naranja, así como cultivos comerciales como el tabaco, el algodón y el azúcar. Los animales introducidos fueron vacas, caballos, ovejas y cabras. Debido a su alta fertilidad Oahu se convirtió en la isla más importante. En la década de 1820 la población de Honolulu era de más de 10.000 personas. La población hawaiana nativa sufrió oleadas de enfermedades epidémicas, como el cólera. La disponibilidad de alcohol, especialmente aguardiente y ginebra, dio lugar a borracheras generalizadas y a mayores intoxicaciones en el uso de los tradicionales kava. Estos problemas de salud, además de la guerra relacionada con la unificación de las islas, las sequías y la recolección de la madera de sándalo que pudo prevalecer sobre la agricultura contribuyeron a un aumento de las hambrunas y a una disminución de la población en general. En 1850 la población nativa había disminuido en cerca del 50%.

### China Meridional
El efecto del comercio marítimo de pieles en la China meridional por sí mismo probablemente no fue muy importante. El comercio de Cantón, en su conjunto, tuvo un efecto limitado en China, mayoritariamente limitado a los cultivadores de té de Fujian, los productores de seda de Nanjing, los artesanos de Cantón, y varios intermediarios y comerciantes. El poder de los manchúes mantuvo el comercio exterior por vía marítima en la bahía. Estaba restringido a Cantón, e incluso solo era permitido fuera de las murallas de la ciudad. China era en general autosuficiente. El efecto principal en el comercio tradicional chino fue un aumento de las importaciones de opio y una relativa salida de especies, que se tradujo en que China se incorporó en el sistema capitalista mundial después de 1830. Sin embargo, el comercio marítimo de pieles desempeñó un papel secundario en este proceso.

### Nueva Inglaterra
El comercio marítima de pieles fue, para los Estados Unidos, una rama del comercio de las Indias Orientales (asiáticas) que tenía como bases las ciudades de Salem, Boston, Providence, Nueva York, Filadelfia y Baltimore. El comercio se centró en Asia en los puertos de Cantón, Calcuta, Madrás, Manila, Yakarta (Batavia), y las islas de Mauricio y Sumatra. Las mercancías exportadas incluían pieles, ron, municiones, ginseng, madera, hielo, sal, reales de a ocho de plata españoles, hierro, opio, tabaco y alquitrán. Se traían de Asia muselinas, sedas, nankeens, especias, casia, porcelana, azúcar, té y drogas. El comercio marítimo de pieles fue solo una parte del sistema global. En su conjunto el comercio de Asia tuvo un efecto significativo en los primeros Estados Unidos, especialmente en Nueva Inglaterra. La acumulación de grandes cantidades de capital en poco tiempo contribuyó al desarrollo industrial y de manufacturas, que se vio agravado por el rápido crecimiento demográfico y los avances tecnológicos. En Nueva Inglaterra, la industria textil creció hasta tener una posición dominante de principios a mediados del siglo XIX. Con la disminución del comercio de pieles y la depresión post-napoleónica en el comercio, el capital cambiado «desde el muelle a la cascada» (from wharf to waterfall), es decir, de empresas de fletes a las fábricas textiles (que se encontraban originalmente donde había energía hidráulica disponible). La industria textil, a su vez, tuvo un efecto grande en la esclavitud en los Estados Unidos, con el aumento de la demanda de algodón que hizo posible la rápida expansión del sistema de plantaciones de algodón en todo el Deep South.

## Libros citados
- Bancroft, Hubert Howe; Alfred Bates, Ivan Petroff, William Nemos (1886). History of Alaska: 1730–1885. A. L. Bancroft & Company. ISBN 066514184X. OCLC 2750274.
- Bockstoce, John R. (2009). Furs and Frontiers in the Far North: The Contest Among Native and Foreign Nations for the Bering Strait Fur Trade. Yale University Press. ISBN 9780300149210.
- Bockstoce, John R. (2005). The Opening of the Maritime Fur Trade at Bering Strait: Americans and Russians meet the Kan̳hiġmiut in Kotzebue Sound. Transactions of the American Philosophical Society, v. 95, pt. 1. American Philosophical Society. ISBN 9780871699510.
- Borneman, Walter R. (2004). Alaska: Saga of a Bold Land. HarperCollins. ISBN 9780060503079.
- Dmytryshyn, Basil; E. A. P. Crownhart-Vaughan, Thomas Vaughan (1989). The Russian American Colonies, 1798–1867: A Documentary Record. Oregon Historical Society Press. ISBN 9780875951508.
- Dodge, Ernest Stanley (1976). Islands and Empires: Western Impact on the Pacific and East Asia. University of Minnesota Press. ISBN 9780816607884.
- Farrow, Anne; Joel Lang, Jennifer Frank (2006). Complicity: How the North Promoted, Prolonged, and Profited from Slavery. Random House. ISBN 9780345467836.
- Frost, Alan (1999). The Voyage of the Endeavour: Captain Cook and the Discovery of the Pacific. Allen & Unwin. ISBN 1865082007.
- Fryer, Mary Beacock (1986). Battlefields of Canada. Dundurn Press. ISBN 1550020072.
- Gibson, James R. (1976). Imperial Russia in Frontier America: The Changing Geography of Supply of Russian America, 1784–1867. Oxford University Press. OCLC 2085278.
- Gibson, James R. (1992). Otter Skins, Boston Ships, and China Goods: The Maritime Fur Trade of the Northwest Coast, 1785–1841. McGill-Queen's University Press. ISBN 0-7735-2028-7.
- Haycox, Stephen W. (2002). Alaska: An American Colony. University of Washington Press. ISBN 9780295982496.
- Hayes, Derek (2007). Historical Atlas of California. University of California Press. ISBN 9780520252585.
- Hayes, Derek (1999). Historical Atlas of the Pacific Northwest: Maps of exploration and Discovery. Sasquatch Books. ISBN 1-57061-215-3.
- Howay, Frederic William; Robert Haswell, John Box Hoskins, John Boit (1990) [first published 1941]. Voyages of the "Columbia" to the Northwest coast, 1787–1790 and 1790–1793. Oregon Historical Society Press in cooperation with the Massachusetts Historical Society. ISBN 9780875952505.
- Kan, Sergei (1999). Memory Eternal: Tlingit Culture and Russian Orthodox Christianity through Two Centuries. University of Washington Press. ISBN 9780295978062.
- Lal, Brij V.; Kate Fortune (2000). The Pacific Islands: An Encyclopedia. University of Hawaii Press. ISBN 9780824822651.
- Laut, Agnes Christina (1915). Pioneers of the Pacific Coast: a Chronicle of Sea Rovers and Fur Hunters, Volume 22. Glasgow, Brook & Company. OCLC 2534494.
- Mackie, Richard Somerset (1997). Trading Beyond the Mountains: The British Fur Trade on the Pacific 1793–1843. Vancouver: University of British Columbia (UBC) Press. ISBN 0-7748-0613-3.
- Malloy, Mary (1998). Boston Men on the Northwest Coast: The American Maritime Fur Trade 1788-1844. The Limestone Press. ISBN 9781895901184.
- McDowell, Jim (1998). José Narváez: The Forgotten Explorer. Spokane, Washington: The Arthur H. Clark Company. ISBN 0-87062-265-X.
- McDougall, Walter A. (2004). Let the Sea Make a Noise: A History of the North Pacific from Magellan to MacArthur. Harper Collins. ISBN 9780060578206.
- Meinig, D.W. (1986). The Shaping of America: A Geographical Perspective on 500 Years of History, Volume 1: Atlantic America, 1492–1800. Yale University Press. ISBN 0-300-03548-9.
- Oleksa, Michael (1992). Orthodox Alaska: A Theology of Mission. St Vladimir's Seminary Press. ISBN 9780881410921.
- Pethick, Derek (1976). First Approaches to the Northwest Coast. Vancouver: J.J. Douglas. ISBN 0-88894-056-4.
- Pethick, Derek (1980). The Nootka Connection: Europe and the Northwest Coast 1790–1795. Vancouver: Douglas & McIntyre. ISBN 0-88894-279-6.
- Reynoldson, Fiona (2000). Native Americans: The Indigenous Peoples of North America. Heinemann. ISBN 9780435310158.
- Tovell, Freeman M. (2008). At the Far Reaches of Empire: The Life of Juan Francisco De La Bodega Y Quadra. University of British Columbia Press. ISBN 9780774813679.
- Weber, David J. (1994). The Spanish Frontier in North America. Yale University Press. ISBN 9780300059175.